# Sigismund Weier
Sigismund Weier (auch: Weyer; * 28. Februar 1579 in Schmoditten; † 24. März 1661 in Königsberg (Preußen)) war ein deutscher Mathematiker, Bibliothekar und Historiker.

## Leben
Weier war der Sohn des späteren Pfarrers in Schippenbeil (heute polnisch: Sępopol) Sigismund Weier († 3. März 1585) und dessen Frau Elisabeth, Tochter des Ratsherrn in Bartenstein (Bartoszyce) Franz Fehrmann. Bereits sein Großvater Benedict Weier (1482–1550), der aus Danzig stammte, war der erste evangelische Prediger in Schippenbeil. Nach dem frühen Tod des Vaters zog seine Mutter wieder zu seinem Großvater nach Bartenstein, wo er anfänglich die Schule besuchte. 1596 setzte er seine Ausbildung am Gymnasium in Lübeck fort. Nach drei Jahren begann er ein Studium an der Universität Frankfurt (Oder). Hier konnte er sich nebenbei als Hauslehrer seinen Lebensunterhalt verdienen und bereiste mit seinen Zöglingen einige andere deutsche Universitäten.
1604 führte er seine Studien an der Universität Wittenberg fort. Hier hatte er auch die theologischen Vorlesungen von David Runge, Leonhard Hutter und Wolfgang Franz besucht. Aber auch die Vorlesungen an der philosophischen Fakultät in Dichtkunst bei Friedrich Taubmann, in Ethik bei Martin Helwig, in Geschichte bei Lorenz Rhodomann, in Logik bei Jakob Martini und in Mathematik bei Melchior Jöstel. Hier hatte er am 19. März 1605 den akademischen Grad eines Magisters der philosophischen Wissenschaften erworben. Danach hatte er noch weitere Universitäten aufgesucht bis gegen Ende des Jahres 1605 ihn die Universität Königsberg zum Professor der Mathematik berief.
Dieses Amt hatte er am 7. Mai 1606 mit der Disputation de rotunditate terrae angetreten. In Königsberg trat er mit der Anfertigung von Kalendern in Erscheinung, ließ aus seiner Feder De hypothesi prima astrali Astronomiae, seu partibus coeli (Königsberg 1614) und De figura, fitu & motu coeli, item de figura & fitu terrae (Königsberg 1618) fließen. 1621 tauschte er seine mathematische Professur mit der Professur der Geschichte. Nach langem Wirken an der Königsberger Hochschule teilte man dem Senior derselben 1658 Jakob Tydäus als Adjunkten hinzu und er wurde im selben Jahr aus Altersgründen aus der Stellung emeritiert. Weier, der seit 1615 auch Bibliothekar der Königsberger Universitätsbibliothek gewesen war, blieb dies bis zu seinem an Herzschlag erfolgten Lebensende. Zudem hatte er sich auch an den organisatorischen Aufgaben der Königsberger Hochschule beteiligt. So war er in den Sommersemestern 1628, 1636 sowie 1644 und in den Wintersemestern 1621/22 sowie 1654/55 Rektor der Alma Mater.

## Familie
Weier war zwei Mal verheiratet.
Seine erste Ehe schloss er am 16. November 1607 mit Elisabeth (~ 11. Juni 1588), Tochter des Königsberger Professors Paul Weiß.
Nach dem Tod seiner ersten Frau heiratete er am 19. September 1639 Susanna († 3. Januar 1669), Tochter des Ratsherrn in Bartenstein Martin Seelig, Witwe des Schulrektors in Königsberg Mag. Peter Mauritius.
Letztere Ehe blieb kinderlos. Aus der ersten Ehe stammte ein Sohn der vor dem Vater starb. Drei Söhne überlebten den Vater. Die Tochter Elisabeth (* 13. Mai 1601; † 26. November 1657) verheiratete sich am 22. Januar 1631 mit dem Professor der Logik und Metaphysik Mag. Michael Eifler.